# ノムンハーネイ・ブルド・オボー
ノムンハーネイ・ブルド・オボーは、清朝の雍正年間、フルンボイル草原とハルハ東部の境界標識として設置されたオボーのひとつ。
ノムンハーネイ・ブルド・オボー（Номхон/Номунхан-ы бүрд овоо）とは、「ノムンハン湿原の塚」の意で、本オボーはハルハ川へ向かって西南流するハイラースティーン川（楡の河、日本側の記録では「ホルステン河」）の源となっている。ノモンハン・ブルド・オボーとも表記される。

## 沿革
清国とロシアはキャフタ条約を締結してロシアとモンゴルとの境界を定めた際、この地のエヴェンキ、ダウール、バルガなどの人々がフルンボイル草原に牧地を与えられ、新たに旗に組織された。まず1731年、フルンボイル草原の西部から北部にあかけて遊牧する旧バルガが、ついて1734年にフルンボイル草原の南部に遊牧する新バルガが成立した。ハルハ東部は従来より、ダヤン・ハーンの第七子ゲレンセジェの系統を引くチェチェン・ハン部の左翼前旗および中右翼旗などの牧地となっていたが、新バルガ旗の設立を機に、理藩院尚書ジャグドンによりハルハ東部と隣接する新バルガの牧地の境界が定められ、その境界線上にオボーが設置された。本オボーは、この時に設置されたオボーのひとつである。

## ノムンハンの号を持つ僧侶
このオボーの付近には、ハルハの左翼前旗の始祖ペンバの孫の僧侶チョブドンが葬られている。チョブドンは清朝よりチベット仏教の化身ラマの位階の一つであるノムンハン号をさずかっており、オボーの名称中のノムンハンとは、この僧侶チョブドンを指す。

## ノモンハン事件との関わり
1734年に定められた新バルガ（黒竜江地方）とハルハ（外蒙古）の境界は、その後20世紀に入っても、モンゴル国と中華民国の歴代政権の間で踏襲されていったが、1932年に成立した満洲国は、従来の境界より8−20キロ南方に位置するハルハ川を新たな境界として主張しはじめ、その結果、このオボーの付近は国境紛争の係争地となった。その後、国境紛争は大規模な軍事衝突（ノモンハン事件）へと拡大する。このオボーは、モンゴル側が主張する国境の境界標識として、ノモンハン事件関係文献のなかにしばしば登場する。